# 퀸콩
《퀸콩》(Queen Kong)은 이탈리아에서 제작된 프랭크 애그라마 감독의 1976년 모험, 코미디, 판타지, 공포 영화이다. 로빈 애스퀴드 등이 주연으로 출연하였고 버질리오 드 블라시 등이 제작에 참여하였다.

## 출연

### 주연
- 로빈 애스퀴드
- 룰라 렌스카
- 발레리 레온

### 조연
- 로저 해몬드
- 존 클리브
- 캐롤 드링크워터
- 브라이언 고드프리
- 안소니 모튼
- 피오나 커즌
- 스탠리 플래츠
- 린다 헤이든